# Václav Kynos
Václav Kynos (25. března 1938 Třebechovice pod Orebem – 29. července 2011 tamtéž) byl český sprinter, atletický reprezentant Československa, fotbalový útočník, trenér a funkcionář. Jeho mladší bratr Jiří Kynos byl taktéž atletem.

## Atletická kariéra
Účastnil se Mistrovství Evropy v atletice 1958, na mistrovství Československa získal 4 zlaté a 2 bronzové medaile. Reprezentoval ve 12 mezistátních utkáních (1956–1960). Působil v Třebechovicích pod Orebem (do 1957), Hradci Králové (1957–1958 a od 1959) a Dukle Praha (1958–1959).
- Mistrovství Československa v atletice 1958 (Ostrava)
- Mistrovství Československa v atletice 1959 (Praha)
- Seznam medailistů na mistrovství Československa a Česka mužů a žen v běhu na 100 m
- Seznam medailistů na mistrovství Československa a Česka mužů a žen v běhu na 200 m
- Seznam medailistů na mistrovství Československa a Česka mužů a žen v běžecké štafetě na 4 × 100 m
- Seznam medailistů na mistrovství Československa a Česka mužů a žen v běžecké štafetě na 4 × 400 m

## Fotbalová kariéra
Ve svém rodišti začínal jako fotbalista, po návratu ze základní vojenské služby v Dukle Praha se ke kopané vrátil. V československé lize hrál jako útočník za Spartak Hradec Králové, vstřelil jednu prvoligovou branku.
Po skončení hráčské kariéry byl trenérem a funkcionářem v Jiskře Třebechovice pod Orebem a Spartaku Hradec Králové. Ve Spartaku byl od roku 1986 vedoucím A-mužstva a od roku 1997 také sekretářem oddílu.

### Prvoligová bilance
| Ročník          | Zápasy | Góly | Minuty | Klub                      |
| --------------- | ------ | ---- | ------ | ------------------------- |
| I. liga 1960/61 | 5      | 1    | 305    | TJ Spartak Hradec Králové |
| I. liga 1961/62 | 1      | 0    | 45     | TJ Spartak Hradec Králové |
| CELKEM I. LIGA  | 6      | 1    | 350    |                           |

## Úmrtí
Zemřel 29. července 2011 v Třebechovicích pod Orebem. Pohřeb Václava Kynose se konal v pátek 5. srpna 2011 ve 14:00 hodin v Kostele svatého Ondřeje v Třebechovicích pod Orebem.